# Bob Marley Museum
Bob Marley Museum är ett museum i Kingston i Jamaica, tillägnat reggaemusikern Bob Marley. Museet är beläget vid 56 Hope Road i Kingston och är Bob Marleys tidigare bostad. Det var säte för skivbolaget Tuff Gong som grundades av The Wailers 1970. 